# نادي أتلانتي
نادي أتلانتي لكرة القدم (بالإسبانية: Atlante Fútbol Club)‏ نادي كرة قدم مكسيكي يلعب في دوري الدرجة الممتازة . تم تأسيس النادي في سنة 1916 .